# 岡本忠雄
岡本 忠雄（おかもと ただお、1899年（明治32年）9月15日 - 1956年（昭和31年）12月18日）は、日本の政治家。衆議院議員（1期）。

## 経歴
広島県出身。1924年東京帝国大学英法科卒。札幌逓信局庶務課長、熊本逓信局経理課長、満洲国郵政総局副局長、同北安省次長、同総務庁地方処長を経て、運輸通信省海運総局総務局長、東京逓信局長、総裁官房考査室主査、参議院運輸委員会専門員となる。
1952年の第25回衆議院議員総選挙において広島3区で自由党公認で立候補して落選。翌1953年の第26回衆議院議員総選挙で当選した。1955年の第27回衆議院議員総選挙では日本民主党から立候補したが落選した。1956年12月18日死去、57歳。死没日をもって勲三等瑞宝章追贈（勲四等からの昇叙）